# Хачатрян, Ара Хачатурович
Ара́ Хачату́рович Хачатря́н (арм. Արա Խաչատրյան; род. 13 сентября 1982, Ленинакан, Армянская ССР) — армянский тяжелоатлет, серебряный призёр чемпионатов Европы (2007, 2008, 2010) и бронзовый призёр чемпионата мира (2006). Участник Олимпийских игр 2008 и 2012 годов. Мастер спорта Армении международного класса.

## Биография
Ара Хачатрян родился 13 сентября 1982 года в Ленинакане (ныне Гюмри). Занимался тяжёлой атлетикой под руководством Ашота Мхитаряна. С 2006 года входил в состав национальной сборной Армении. На чемпионате мира в Санто-Доминго завоевал бронзовую медаль. В 2007 и 2008 годах становился серебряным призёром чемпионатов Европы. На Олимпийских играх в Пекине занял 7-е место. Во время выполнения третьей попытки в толчке получил тяжёлую травму ноги, которая потребовала срочной операции и длительного периода восстановления. 
В 2010 году Ара Хачатрян смог вернуться на помост. Перейдя в более тяжёлую весовую категорию, он в третий раз в своей карьере стал серебряным призёром чемпионата Европы, уступив по сумме двоеборья своему соотечественнику Геворику Погосяну лишь один килограмм. На чемпионате мира в Анталье выиграл соревнования в рывке, но при выполнении первой попытке в толчке получил травму локтя, которая не позволила ему продолжить выступление. После длительного периода восстановления он смог возобновить тренировки и в 2012 году отобраться в состав сборной Армении на Олимпийских играх в Лондоне. Однако олимпийский турнир сложился для него неудачно, он не смог выполнить ни одной успешной попытки в рывке.

## Награды
- Медаль Мовсеса Хоренаци (3 сентября 2011 года) — по случаю 20-летия независимости Республики Армения, за значительный вклад в развитие физической культуры и спорта, за большие успехи на международных соревнованиях, за блестящие спортивные достижения[1].

## Результаты
| Год  | Соревнование     | Место проведения   | Весовая категория | Рывок  | Толчок | Сумма двоеборья | Место |
| 2006 | Чемпионат Европы | Владыславово       | до 77 кг          | 153 кг | 191 кг | 344 кг          | 5     |
| 2006 | Чемпионат мира   | Санто-Доминго      | до 77 кг          | 165 кг | 192 кг | 357 кг          | 3     |
| 2007 | Чемпионат Европы | Страсбург          | до 77 кг          | 165 кг | 196 кг | 361 кг          | 2     |
| 2008 | Чемпионат Европы | Линьяно-Саббьядоро | до 77 кг          | 165 кг | 196 кг | 361 кг          | 2     |
| 2008 | Олимпийские игры | Пекин              | до 77 кг          | 162 кг | 191 кг | 353 кг          | 7     |
| 2010 | Чемпионат Европы | Минск              | до 85 кг          | 165 кг | 203 кг | 368 кг          | 2     |
| 2010 | Чемпионат мира   | Стамбул            | до 85 кг          | 175 кг | —      | —               | —     |